# Смърфовете
 Тази статия е за поредицата комикси.  За филма вижте Смърфовете (филм).  
„Смърфовете“ (на френски: Les Schtroumpfs) е поредица от комикси, създадена от белгийския илюстратор Пейо през 1958 година. Поредицата продължава да излиза и в наши дни, като след смъртта на Пейо през 1992 година отговорен за техните сценарии е неговият син Тиери Кюлифор. В центъра на сюжета на комиксите са смърфовете, малки сини човечета, живеещи в селище от гъби в голяма гора.
„Смърфовете“ започват да излизат в седмичника „Спиру“, а впоследствие са издадени няколко десетки самостоятелни албума. Освен това комиксът е адаптиран в няколко илюстровани книги, два анимационни сериала, няколко пълнометражни филма, радиопиеси, компютърни игри, детски играчки, бонбони и други.

## История
Поредицата е замислена от твореца Пейо, като първоначално са включени повече от 100 герои, всеки от които с име, определящо някаква черта от характера му. Самата дума „смърф“ е измислена от Пейо, когато на масата заедно със свой колега той не могъл да се сети за думата „сол“.